# Pefkakia (metropolitana di Atene)
Pefkakia (in greco: Σταθμός Πευκακίων) è una stazione della linea 1 della metropolitana di Atene.

## Storia
La stazione venne attivata il 5 luglio 1956, su un tratto di linea attivato il 14 marzo dello stesso anno.